# Хойвуйк
Хо́йвуйк (фар. Hoyvík [ˈhɔivʊɪk]) или Хойвиг (дат. Højvig) — третий по величине город на Фарерских островах — автономного региона Королевства Дании, находится на юго-восточном побережье острова Стреймой, северный пригород Торсхавна.
Население на февраль 2022 года — 4511 жителей.
Население Хойвуйка увеличивается, и он постепенно становится частью столицы Фарерских островов — Торсхавна.